# Bisats

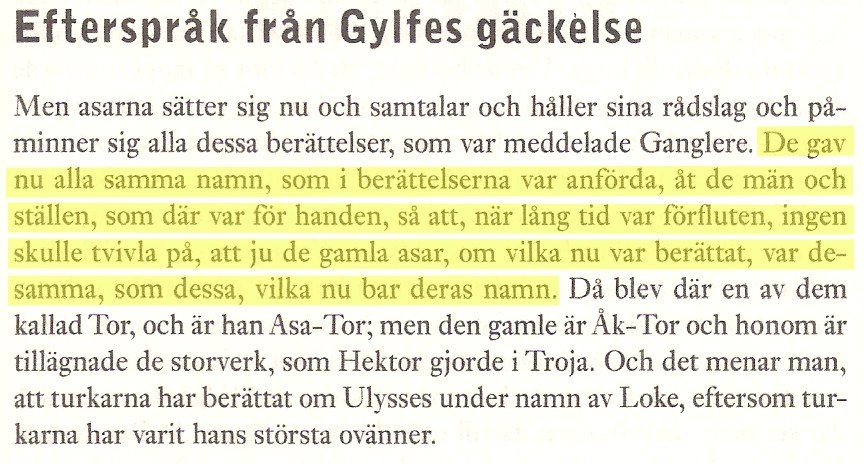
Ett exempel på bisatser i "Efterspråk från Gylfes gäckelse" ur Snorres Edda.

Bisats eller inbäddad sats är en sats som inte själv kan utgöra en mening, utan den är alltid underordnad till en huvudsats, en annan bisats eller en fras. Huvudsatser kan däremot utgöra självständiga meningar. I exemplet nedan visas vad som är huvudsats och bisats i meningen Jag tyckte att du skulle komma. Bisatsen är en del av huvudsatsen, och är här understruken.

Huvudsats: Jag tyckte att du skulle komma
Bisats: att du skulle komma

I förhållande till överordnad sats eller fras fyller bisatsen en satsdelsfunktion. Bisatsen att du skulle komma är objekt till verbet tyckte i  Jag tyckte att du skulle komma. I nominalfrasen mannen som kom in från kylan är bisatsen som kom in från kylan en bestämning (attribut) till substantivet (nominalfrasens huvudord) mannen. Bisatsen är en del av nominalfrasen, och är här understruken.

Nominalfras: mannen som kom in från kylan
Bisats: som kom in från kylan

Om man ser bisatsen som inbäddad i den överordnade språkliga konstruktionen benämns den senare hellre matrissats.
En bisats inleds ofta i svenska med antingen en underordnande konjunktion (kallas även subjunktion), (till exempel att, när, eftersom), ett relativpronomen (till exempel som, vilka, vars) eller ett interrogativt pronomen eller adverb (till exempel vem, vad, hur). Med ett gemensamt namn kan man kalla dessa bisatsinledare för "bindeord". Bindeordet kan vara utelämnat, till exempel kvinnan jag älskar.

## Typer av bisatser
En indelning av bisatser kan baseras på satsdelsfunktionen. Vi kan då särskilja bl.a. följande typer:
- subjekts- och predikativbisatser, till exempel Att du tänker komma är bra (även med formellt subjekt: Det är bra att du tänker komma)
- objektsbisatser, till exempel Vet du att han kommer / om han kommer / när han kommer?
- attributiva bisatser, till exempel Känner du mannen som sitter på bänken? Minns du dagen (då) vi träffades?
- adverbiella bisatser, till exempel Jag kommer om jag får.

De båda förstnämnda typerna har gemensamma drag och slås därför ibland samman till en grupp, explikativa eller nominala bisatser. Interrogativa bisatser är en underavdelning till nominala bisatser. Attributiva bisatser kallas också determinativa; de viktigaste av dessa är de relativa bisatserna. För de adverbiella bisatserna finns en ytterligare semantisk indelning; vi skiljer på bl.a.temporala, kausala, komparativa, finala, konsekutiva, konditionala och koncessiva bisatser. I ovannämnda adverbiella bisatser används som regel subjunktioner, men det finns också sådana som betecknar plats eller riktning och inleds med relativa adverb, till exempel Bo var du vill!, Res vart du vill!

### Konsekutiv bisats
En konsekutiv bisats, eller följdbisats, inleds normalt med subjunktionen så att, exempelvis Ställ dig här så att du ser bättre! Samma betydelse kan återges med mer komplexa fraser som med följden att, med resultatet att, som i meningen Han flyttade sig till höger med resultatet att jag inte såg ett dugg av scenen. En följdbisats kan komma ganska nära en final bisats, till exempel Jag flyttade mig åt sidan för att hon skulle se bättre, och huvudsatsen i en konditional satsfogning, exempelvis Ställ dig här (= Om du ställer dig här) så ser du bättre. En konsekutiv betydelse kan också komma fram i en annan satstyp: Följden av att han flyttade sig till höger blev att jag inte såg ett dugg av scenen.
Ordet så kan flyttas upp i huvudsatsen vilket leder till att bisatsen (nu inledd med att) blir starkt styrd. Härvid kan så stå ensamt eller följas av ett adjektiv eller ett adverb, som i meningarna
Ställ dig så, att du ser bättre!
Han ställde sig så nära, att jag kände hans andedräkt.
Hon var så rik, att stölden av juvelsmycket inte gjorde henne något.
Närstående är satsfogning med adverbet alltså som bindeord, till exempel Jag tänker, alltså är jag till (lat.: Cogito, ergo sum).

### Final bisats
En final bisats (avsiktsbisats) inleds oftast på svenska med subjunktionen för att, till exempel Vi slet ont för att du skulle få det bra. Synonymer är det mer bokliga på det att och fraser som i avsikt att, med syftet att. Om subjektet till de båda inblandade predikaten sammanfaller, ersätts oftast bisatsen med en infinitivfras, till exempel Jag har kommit för att stanna. En sådan fras betraktas ofta som en satsförkortning, dvs som deriverad. Såväl bisats som infinitivfras fungerar i förhållande till överordnad konstruktion som ett fritt adverbial, närmare bestämt avsiktsadverbial.
I en konstruktion med orden avsikt eller syfte som predikativ kan man finna avsiktsbisatsen transformerad till subjekt: Syftet med undersökningen var att alla fakta skulle komma på bordet.

### Temporal bisats
En temporal bisats, eller tidsbisats, har funktion som tidsadverbial i den överordnade syntaktiska konstruktionen (ofta en huvudsats), till exempel Jag kommer när / så fort som / så ofta som jag kan. Bisatsen kan också inleda meningen: När / Så snart som han kommer går jag min väg. I det latinska exemplet Vixit, dum vixit, laetus (Han levde glad så länge han levde) befinner sig bisatsen inuti huvudsatsen.
Som bindeord tjänar subjunktioner som kan vara enkla (när, medan, innan, tills) eller sammansatta (så snart som, under det att). Allteftersom är sammansatt men skrivs som ett ord. En sammansatt subjunktion kan som utgångspunkt ha en prepositionsfras, till exempel efter kaffet - efter det att vi druckit kaffe. Omvänt kan temporala bisatser genom nominalisering transformeras till tidsadverbial som utgörs av prepositionsfraser, till exempel innan han återkommer - före hans återkomst, medan vi samtalade - under samtalet. Bisatser inledda med förrän kräver närvaro av en negation eller av ordet knappt, till exempel Knappt hade han avslutat talet förrän allmänt tumult utbröt. 

### Kausal bisats
Kausala bisatser (tidsbisatser) fungerar som fria adverbial inom ramen för överordnad konstruktion. De har alltså samma funktion som – och är att betrakta som – orsaksadverbial. De hör till den större grupp av bisatser som kallas adverbiella.
Kausala bisatser inleds i svenskan med subjunktioner som för (att), därför att, eftersom, då, emedan, alldenstund, enär. Även längre fraser som av den orsaken att, av den anledningen att hör hit.
Exempel:
Jag anmälde mig eftersom ingen annan gjorde det.
Bara för att du kan måste du inte göra det.
Credo quia absurdum (latin för 'Jag tror, eftersom det är orimligt')
Närstående är huvudsatser inledda med den samordnande, explikativa konjunktionen ty.
I satser med ordet orsak eller liknande som predikativ kan man finna den kausala bisatsen transformerad till subjekt.
Exempel:
Orsaken till tågurspårningen var att någon hade lagt en stock på rälsen.

### Komparativ bisats
En komparativ (jämförande) bisats kan inledas med subjunktionerna som, såsom eller liksom. Exempel:
Som man bäddar får man ligga.
Han tog emot mig som man tar emot en god vän.
Han ignorerade oss, såsom anstår en man i hans ställning.
Så och lika kan flyttas upp i huvudsatsen, varvid den med som inledda bisatsen blir starkt styrd:
Kaffet var så svagt som man kunde förvänta.
Han gillade oss lika litet som vi honom (med ellips).
Komparativ betydelse kan kombineras med (irreal) konditional, till exempel Han stirrade på mig som om jag hade en skruv lös. 
Betydelse av jämförelse kan vara försvagad; satsen Som alla vet är han en fähund är snarast liktydig med Han är en fähund, något som alla vet. Jfr attributiv bisats.
Komparativa bisatser, inledda med subjunktionen än, tjänstgör som - starkt styrda - jämförelseled vid komparativa adjektiv och adverb, till exempel Hon är dummare än jag trodde. I sådana konstruktioner används också den kopplade subjunktionen ju... desto, till exempel Ju förr du kommer, desto fortare blir vi färdiga.
Samma subjunktioner som i komparativa bisatser uppträder i fraser, till exempel liksom en herdinna, Kaffet är svagt som aldrig förr, Hon är dummare än systern.

### Konditional bisats
En konditional bisats (villkorsbisats) är en bisats som inleds med subjunktionerna om, ifall, såvida eller därest. Även längre fraser som för den händelse att förekommer. Exempel:
Du kan om du vill.
Ifall det blir dåligt väder (så) kommer jag inte.
Latin: Si libet licet (Om man vill är det tillåtet)
I förhållande till överordnad konstruktion fungerar konditionala bisatser som fria adverbial, närmare bestämt villkorsadverbial. I konstruktioner med ordet villkor etc som predikativ finner man den konditionala bisatsen transformerad till subjekt: Villkoret för besöket var att jag lämnade hunden hemma. Även en imperativsats i parataktisk satsfogning kan ha betydelse av villkor, exempelvis Giv mig en fast punkt, och jag skall rubba hela världen!
Innehållet i villkorsbisatsen kan uppfattas som tänkbart eller som overkligt ("irreala fallet"). Detta påverkar i många språk valet av verbform (modus) i såväl huvudsats som bisats. Se även konditionalis.
Konditional satsfogning kan också vara asyndetisk, det vill säga sakna bindeord. I så fall har bisatsen formen av en frågesats, till exempel Kommer han (så) uteblir jag. I norskan kan en sådan bisats även vara efterställd: ... spør du meg (enligt min åsikt). I ryskan används i stället en imperativsats som alltid uttrycker ett irrealt villkor, som Sluchis' eto so mnoj, ja by provalilas' skvoz' zemlju (Om det skulle hända mig skulle jag sjunka genom jorden).

### Koncessiv bisats
En koncessiv bisats, alternativt medgivande bisats, är ett adverbial som är fritt i förhållande till sin överordnade konstruktion och i svenskan inleds med enordssubjunktionerna fastän, ehuru, oaktat, änskönt, eller flerordsuttrycken trots att, om också, om än, även om.
Exempel:
- Jag går in här trots att det är förbjudet.
- Fastän jag gärna ville (så) avstod jag från att kyssa henne.

Koncessiv betydelse kan komma fram även i bland annat nominaliserade konstruktioner, exempelvis Trots / Oaktat förbudet går jag in.

## Bisatsordföljd i svenska språket
I svenska bisatser står satsadverbial som inte, ofta eller tyvärr normalt före det finita (tempusböjda) verbet:
Huvudsats: Du kommer inte.
Bisats: (Jag vet) att du inte kommer.
Här ser vi att negationen kommer före det finita verbet kommer i bisatsen att du inte kommer men efter det finita verbet i huvudsatsen Du kommer inte. En vanlig minnesregel för ordföljd i bisatser är "biff-regeln".
Det finns satser som ser ut som bisatser, men som inte är en del i någon annan sats eller fras. En sådan sats är:  Att du bara orkar! Trots att satsadverbialet bara står före det tempusböjda verbet orkar och trots att satsen inleds med en subjunktion, att är detta inte en bisats, just därför att den inte är en del av en annan sats eller fras.

## Legal användning
I vissa statsfördrag och i vissa länders (dock inte svenska) lagar används ibland mycket långa bisatser som ett slags kommentarer eller motiveringar till dokumentets existens, men som inte har formell betydelse. Detta kallas preambel. Det kan till exempel stå:
"De fördragsslutande parterna, som vill ... , som vill ... , som önskar ..., som har föresatt sig ... , som beaktar ... , som önskar ..., och som vill ... , har kommit överens om följande:"